# Async/await
Async/await je dvojice klíčových slov v mnoha různých programovacích jazycích, která slouží k podpoře asynchronního programování. Jedná se o způsob řízení běhu příbuzný koprogramům a nejčastěji používaný pro asynchronní vstup/výstup a podobné úlohy. Dvojice async/await je podporována v Pythonu (od verze 3.5), v JavaScriptu (od verze ES2017), v C# (od verze 5.0), v Kotlinu, v Dartu, Hacku, Rustu (od verze 1.39), Swiftu a Nimu. Další jazyky s jeho zavedením počítají, například Scala.
Slovem async bývá uvozena funkce, která může dočasně vrátit řízení slovem await.

## Python
Následující umělý příklad v Pythonu ukazuje podprogram main, který po vypsání „Jsem“ zastaví na vteřinu provádění, než vypíše „tady“. Zastaví je přitom asynchronně, tedy interpret může během oné vteřiny vykonávat jinou, zde nezobrazenou asynchronní část programu.
```
import
 
asyncio

async
 
def
 
main
():

    
print
(
"Jsem"
)

    
await
 
asyncio
.
sleep
(
1
)

    
print
(
"tady"
)

asyncio
.
run
(
main
())

```